# Саркосукус
Саркосукус (енгл. Sarcosuchus; још познат као Саркосукус Император) је изумрли, далеки сродник крокодила који је живео пре 112 милиона година. Живео је у раном периоду креде на подручију Африке и Јужне Америке. Један је од највећих гмизаваца који су икада живели. Скоро је два пута тежи него данашњи крокодили. Његова тежина била је до 8 тона.

## Фосили
Први фосилни остаци су откривени током неколико експедиција на челу француског палеонтолога Алберта-Феликса де Лаперента, у распону од 1946. и 1959. у Сахари. Ови остаци су били фрагменти лобање, пршљенови, и зуби. Године 1964. је готово комплетна лобања пронађена у Нигеру, a касније је амерички палеонтолог Паул Серено открио још један фосил. Фосил из Нигера којег је открио Паул Серено назван је Саркосукус Император. 

## Опис
Саркосукус је био гигантски рођак крокодила. Процењује се да је био дугачак 11-12 метара. У доњој вилици имао је 31 зуб на свакој страни. Горња вилица је била дужа него доња. Лобања Саркосукуса Императора била је дугачка скоро 2 метра.

## Фосил из Бразила
Године 1977. откривена је нова врста, Саркосукус Харти. 1867. године је Чарс Харт открио два зуба ове врсте.